# Eisai
Myōan Eisai (明菴栄西?) o Eisai Zenji (栄西禅師;?   27 de mayo de 1141 – 1 de agosto de 1215) fue un maestro budista japonés al que tradicionalmente se le atribuye el establecimiento del budismo Zen en Japón como fundador de la escuela Rinzai y la traída del té verde de China a Japón, difundiendo la práctica de tomar té en polvo en el archipiélago nipón. A menudo se le conoce simplemente como Eisai/Yōsai Zenji, literalmente 'Maestro Zen Eisai'.

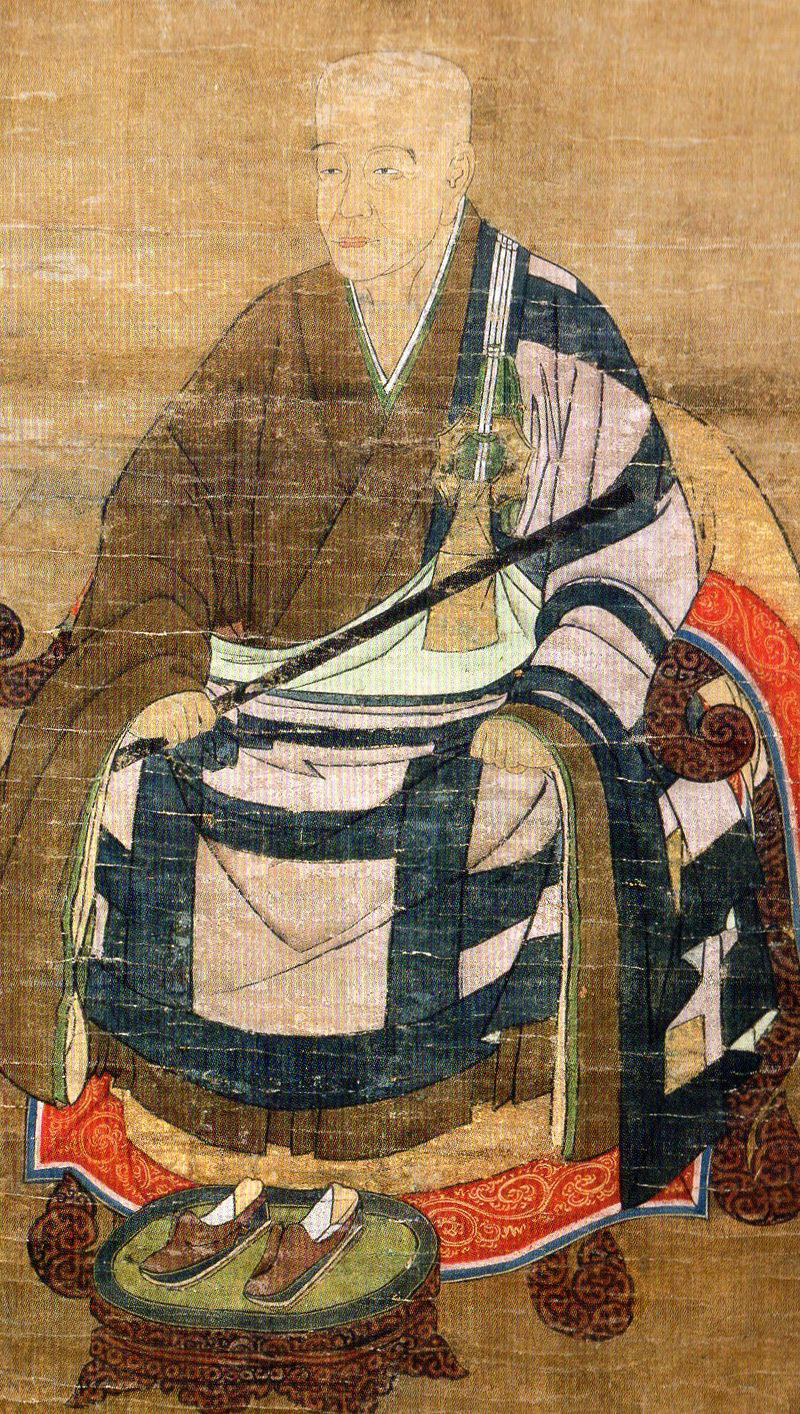
Myōan Eisai.

Natural de la provincia de Bitchū, actual prefectura de Okayama. A los 14 años, inició su vida monástica en el Monte Hiei, cercano a Kioto y centro de la  escuela Tendaishū. En 1168 realizó su primer viaje a China, donde permaneció seis meses. Veinte años después, en 1187, realizó un segundo viaje de mayor duración, retornando a Japón en 1191 como maestro de la escuela Linji (臨済宗, Rinzai-shū en japonés), trayendo las Escrituras Zen y semillas de té.
Fundó el templo Hōon en el remoto Kyūshū, el primer templo zen de Japón y comenzó a propagar lentamente la nueva fe, tratando de ganarse el respeto tanto de la escuela Tendai como de la corte imperial a través de una cuidadosa diplomacia. Enfrentado con la oposición, a veces violenta, con las escuelas tradicionales del budismo como Tendai, Shingon y Tierra Pura, Eisai finalmente salió de Kioto hacia Kamakura en 1199, donde el recién establecido shogunato y la clase guerrera recibieron con entusiasmo sus enseñanzas. Hōjō Masako, viuda de Minamoto no Yoritomo, le permitió construir el Jufuku-ji, primer templo zen en Kamakura. En 1202 fundó el Kennin-ji en Kioto en un terreno facilitado por el hijo de Yoritomo, el segundo shōgun de Kamakura Minamoto no Yoriie. Eisai murió en 1215 a la edad de 74 años, y fue enterrado en Kennin-ji.